# Neobisium achaemenidum
Espèce
Neobisium achaemenidum est une espèce de pseudoscorpions de la famille des Neobisiidae.

## Distribution
Cette espèce est endémique de Géorgie. Elle se rencontre à Tskhaltoubo dans la grotte Tetra.

## Description
Le mâle holotype mesure 4,10 mm.

## Publication originale
- Nassirkhani & Mumladze, 2018 : A new cave pseudoscorpion (Pseudoscorpiones: Neobisiidae) from western Georgia. Arachnology, vol. 17, no 9, p. 496-500.